# 藍魣鱈
藍魣鱈（學名：Molva dypterygia）為輻鰭魚綱鱈形目江鱈科的其中一種，分布於東北大西洋區，包括巴倫支海、斯匹次卑爾根群島、格陵蘭、冰島、不列顛群島、地中海、摩洛哥；西北大西洋的紐芬蘭海域，棲息深度150-1000公尺，本魚下頜比上頜長; 觸鬚短於眼直徑，背面灰褐色到腹側白色，垂直的鰭在後部部分深色且有灰白的邊緣，體長可達155公分，為底棲性魚類，屬肉食性，以魚類、甲殼類為食，可做為食用魚。

## 擴展閱讀
維基物種上的相關：藍魣鱈